# 매튜 애쉬포드

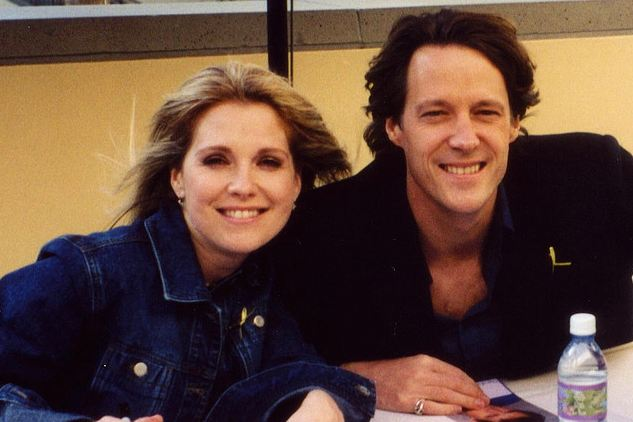

매슈 애시퍼드(Matthew Ashford, 1960년 1월 29일 ~ )는 미국의 배우, 각본가, 영화 제작자이다.
대븐포트에서 태어났다.

## 출연 작품

### 영화
- 스피시즈 (1995)
- 사무라이 캅 (2000, Paper Bullets)
- Chronicles of an Exorcism (2008)
- Fuzz Track City (2012)
- The Unlikely's (2016)
- The Fuzz (2017)

### 텔레비전
- 우리 생애 나날들 (1987-93, 2001-07, 2011-12, 2016-현재)
- 제너럴 호스피털 (1995-97)
- 원 라이프 투 리브 (2003-04)